# Аверін Єгор Валерійович
Єгор Валерійович Аверін (рос. Егор Валерьевич Аверин; 25 серпня 1989, м. Омськ, СРСР) — російський хокеїст, нападник. Виступає за «Локомотив» (Ярославль) у Континентальній хокейній лізі. Майстер спорту.
Вихованець хокейної школи «Авангард» (Омськ). Виступав за «Авангард-2» (Омськ), «Авангард» (Омськ), «Омські Яструби».
У складі юніорської збірної Росії учасник чемпіонату світу 2007.
Досягнення
- Переможець юніорського чемпіонату світу (2007).